# Letícia Parente
Letícia Parente (Salvador, 1930 - Río de Janeiro, 6 de septiembre de 1991) fue una artista, investigadora y pionera de videoarte en Brasil. También trabajó con pintura, grabado, arte objeto, fotografía, proyectos audiovisuales, arte postal, fotocopias e instalaciones.
Su video Marca Registrada (1975) se convirtió en un emblema del videoarte en el país.

## Vida y carrera
Doctora en química, fue profesora titular de la Universidad Federal de Ceará y de la Pontificia Universidad Católica de Río de Janeiro. Como artista, participó en importantes muestras de videoarte en Brasil y en el exterior entre 1975 y 1991. Publicó varios libros, entre ellos, el de filosofía de la ciencia, Bachelard y la Química (1990).
Se inició en el arte cuando tenía cuarenta años (en 1971) en el taller de Ilo Krugli y Pedro Dominguez en Río de Janeiro.
Tuvo su primera exhibición individual en 1973 en el Museu de Arte da Universidade do Ceará MAUC con un set de 29 impresiones.
Entre 1974 y 1982, un grupo de arte al que pertenecía Leticia, se convirtió en pionero del video arte en Brasil. Dicho grupo estaba conformado por Anna Bella Geiger, Fernando Cocchiarale, Sonia Andrade, Ivens Machado, Paulo Herkenhoff, Leticia Parente, Miriam Danowski y Ana Vitória Mussi. Este grupo de artistas, incluyendo a Leticia, son considerados parte de la Generación de 1970’s, conformada por artistas experimentales que emergieron junto con los nuevos soportes de la producción de imagen en Brasil (fotografía, cine, audiovisual, artes gráficas) y nuevos espacios como el área de experimentación del MAM (Museo de Arte Moderno) en Río de Janeiro, y el MAC (Museo de Arte Contemporáneo) de Sao Paulo.

## Obras

### Video
Más de un tercio de los videos de Leticia se han perdido, ya que ella mandaba los originales a las exhibiciones, dado que en esa época era imposible hacer copias. En la mayoría de ellos están realizados en un ambiente doméstico, desempeñando labores cotidianas asociadas a la mujer (planchar, coser, maquillarse, etc.). Ninguno contiene discursos narrados.
- Marca registrada - 1975, película de 10 min y 34 s ; cámara: Jom Tob Azulay
- In - 1975
- Tarefa I - 1982